# Vipava
Vipava là một khu tự quản (tiếng Slovenia: občine, số ít – občina) trong vùng Goriška của Slovenia. Vipava có diện tích 107.4 km2, dân số là theo điều tra ngày 31 tháng 3 năm 2002 là 5185 người. Thủ phủ khu tự quản Vipava đóng tại Vipava.